# Микола Лиско
о. Микола (галицька говірка — Никола, Николай) Лиско́ (14 листопада 1877, Лапаївка — 28 вересня 1971, Іваї) — священник УГКЦ, монах ЧСВВ, релігійний і громадський діяч, педагог, вихователь, магістр василіянських новіціятів у Крехові і Прудентополісі.

## Біографія

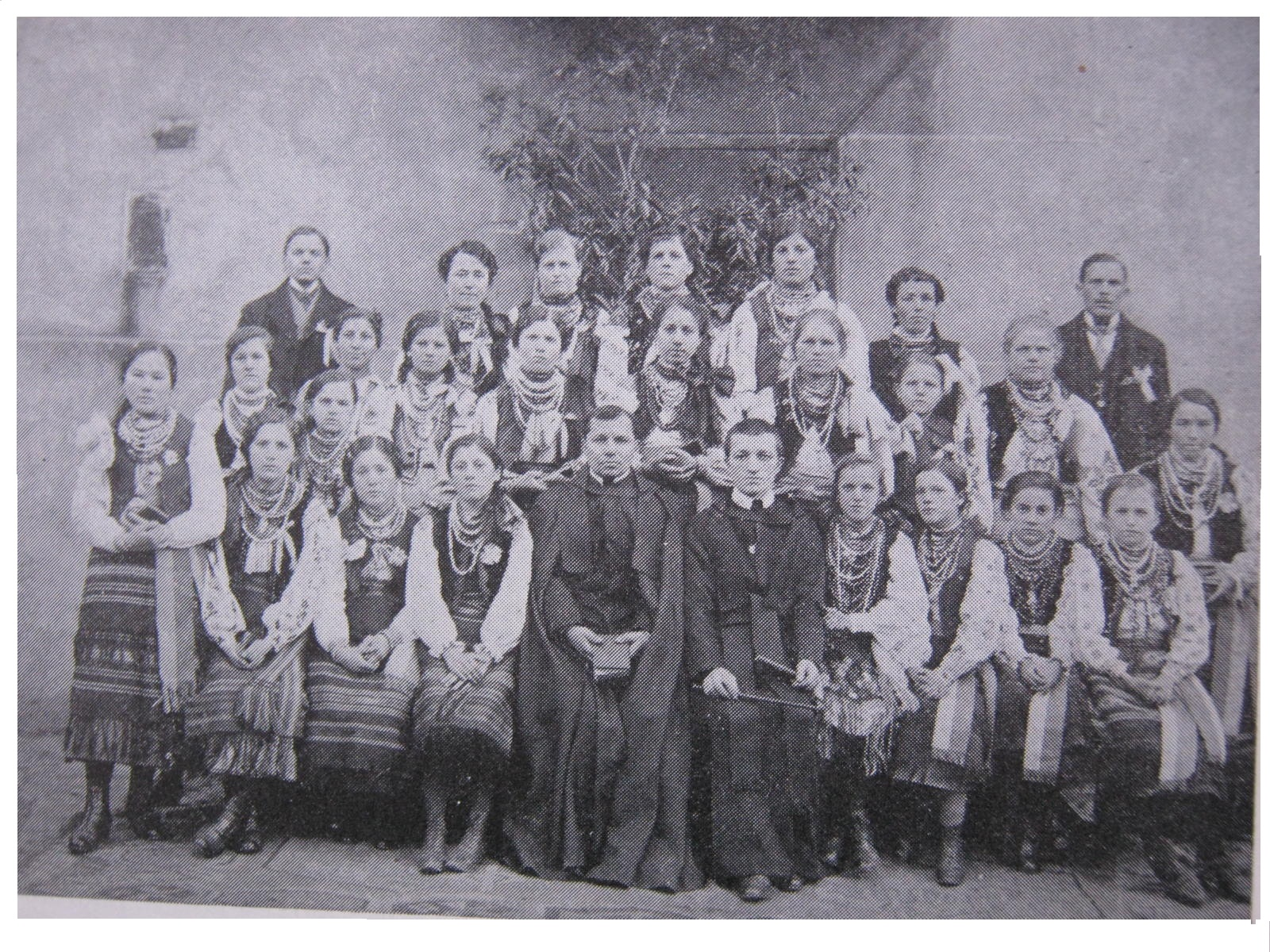
Отець Никола Лиско в оточенні хористів, Бучач

Народився 14 листопада 1877 року в селі Лапаївка (нині Прибужани) на річці Бог біля Камінки Струмилової (тепер Кам'янка-Бузька Львівської області) в родині заможного селянина Василя Лиска і Антоніни Литвин. При хрещенні отримав ім'я Неоніль. До початкової школи ходив у сусідньому селі Лани Польські, потім вступив до школи в Камінці Струмиловій. Успішно закінчивши її, записався до П'ятої польськомовної гімназії у Львові.
Коли Ніль був у 5-ому гімназійному класі, у гімназії давав реколєкції василіянин о. Сотер Ортинський. Вони зробили таке велике враження на гімназиста Ніля Лиска, що він, не закінчуючи гімназії, зголосився на новіціят отців Василіян.
Ним заопікувався тодішній молодий ігумен Львівського василіянського монастиря о. Андрей Шептицький. Після короткочасного випробування ігумен Шептицький вислав Ніля до Добромиля на новіціят. Тут на облечинах Неоніль згідно з монашим звичаєм взяв собі нове ім'я — святого Миколая.
Після новіціяту Миколай Лиско перейшов до Добромиля на схоластикат, що тривав 3 роки і філософію, що тривала 2 роки. Після того 4 роки студіював теологію у Римі. Два перші роки Миколай Лиско перебував в українській колегії на Мадонна дель Монті, потім перейшов до монастиря отців Бенедиктинів на Авентині. Тут закінчив студії теології. Монашу професію склав у Добромилі 15 червня 1902 року.
Повернувшись до Галичини, був неповний рік соцієм-помічником о. маґістра Бавдіса, потім став маґістром в Добромилі, у Бучачі, найдовше у Крехівському монастирі, — де з 1920 по 1928 рік був ігуменом.
Як ігумен Бучацького монастиря, надавав притулок легендарному полковникові Українських Січових Стрільців Василю Вишиваному (архикнязю Вільгельму Габсбурґу) та його ад'ютанту Остапу Луцькому, відступивши їм найкращі кімнати монастиря. Близько 20 грудня 1918 року не дозволив розстріляти митрополита РПЦ Антонія (Храповицького), архієпископа Волинського і Житомирського РПЦ Євлоґія Ґєорґієвського, вивезених до Бучацького монастиря оо. Василіян (могли бути розстріляні офіцером УГА, за них вступився зі словами: «Прошу повідомити нашу владу, що мій монастир не є тюрмою»).
Поміж новиків-вихованців о. Миколая Лиска такі в майбутньому видатні постаті як єпископ Йосафат Коциловський, Амвросій Сенишин, Ніль Саварин і Василій Ладика, протоігумен Марко Галущинський, архимандрит Теодосій Тит Галущинський, Генеральний Вікарій Гліб Кінах та інших визначних василіян. Преосвященному Павлові Ґойдичеві о. Микола Лиско давав реколекції та приймав монашу професію. Вихованцем о. Миколи Лиска був відомий й поважаний у Львові о. Василь Зінько, який не раз вдячно згадував свого маґістра, не раз писав про нього у редагованому ним «Місіонарі».
У серпні 1928 року отця-маґістра Миколу Лиска призначили ігуменом Гошівського монастиря. Де активно взявся за відновлення колишньої слави Гошівського монастиря, — розпочав будівництво гідроелектростанції на р. Лужанці (проект інженера Кунца), млина, водогону й водозбірні, у результаті чого монастир на Ясній Горі отримав власну електроенергію й водопостачання.
У 1931 році отець брав участь у Загальній добромильській василіянській капітулі, після якої його призначили на працю в Бразилію, щоб у новій бразилійській віце-провінції започаткувати новіціят. Його він розпочав у Прудентополісі 7 квітня 1932 р., де водночас був маґістром та ігуменом.
У 1938 році отець-маґістр Миколай повернувся до Галичини і впродовж 3-х років був ігуменом у Бучачі. Воєнні події Другої світової війни закинули о. Миколу Лиска на Лемківщину, потім через Прагу до Бельгії, врешті до Північної Америки. Там прийшло до нього призначення знову повернутися до Бразилії.
20 березня 1947 року вдруге ступив на бразилійську землю. У Бразилії душпастирював по різних парохіях, 2 роки був духовником схоластиків на Ірасемі. Від 1950 року перебував у новіціятському домі в Іваї-Кальмоні, де був духівником дому й маґістром.
Помер 28 вересня 1971 року.